# Szentpéterfa
Szentpéterfa (horvátul: Petrovo Selo, németül: Prostrum) község Vas vármegyében, a Szombathelyi járásban.

## Fekvése
Szombathelytől 19 kilométerre délnyugatra, Pornóapátitól 9 kilométerre délre fekszik, a Pinka bal partján, az osztrák-magyar határ mellett; a legközelebbi ausztriai (őrvidéki) település, Monyorókerék (Eberau) mindössze 3 kilométerre van tőle északnyugati irányban. Keleti határában ered a Hideg-kúti-patak.

### Megközelítése
Közigazgatási területének keleti részét érinti a Körmendtől Szombathelyig húzódó 8707-es út és az Egyházasrádóctól Csencsberek településrész térségéig vezető 8709-es út is, de belterületén csak az előbbiből nyugat felé kiágazó 8711-es út vezet keresztül. Ebből a község központjában ágazik ki a monyorókeréki határátkelőig vezető 87 115-ös számú mellékút, maga az út pedig a falu belterületét elhagyva délnek halad tovább, Nagysároslak (Moschendorf) felé, ugyancsak az államhatárig,

## Nevének eredete
Nevét Szent Péter apostol tiszteletére szentelt templomáról kapta.

## Története
A község területe már a római korban lakott hely volt, mivel határában római sírokat és egyéb emlékeket találtak.
1221-ben Ecclesia S. Petri, 1369-ben Zempeturfalua néven említik. Egykori magyar lakossága valószínűleg a 16. században elpusztult és helyükre horvátok települtek. 1549-ben 27 adózó portát számláltak az Erdődy család birtokában. 1698-ban 392 lakosa volt. 1787-ben 110 házában 701 lakos élt, a monyorókeréki uradalomhoz tartozott, földesura az Erdődy család volt.
Vas vármegye 1898-ban kiadott monográfiájában "Szent-Péterfa, pinkamenti község, 166 házzal és 1378 r. kath. és ág. ev. vallású magyar és horvát lakossal. Postája Monyorókerék, távírója Szombathely. Határában fogják elvezetni a tervezett pinka-mindszent-szombathelyi vasutat. A község határában római sírokat, feliratos köveket és egyéb római emlékeket találtak. Plébániája és góthikus temploma a XVII. századból való. Kegyura a gróf Erdődy -család."
1910-ben 1481, többségben horvát lakosa volt, jelentős magyar kisebbséggel. A magyar-osztrák határmegállapítási folyamat során a trianoni döntés szerint Ausztriának ítélt falu többször hitet tett a Magyarországhoz tartozás mellett. A Pinka-völgy egyes településeit (de Szentpéterfát akkor még nem)  Magyarországnak visszajuttató népszövetségi döntés után osztrák-magyar falucsere-megállapodással került végleg Magyarországhoz 1923-ban. A Magyarországhoz melletti bátor kiállása miatt Vas Vármegye Törvényhatósági Bizottságától a többi érintett községgel együtt megkapta a Communitas Fidelissima, azaz a Leghűségesebb Község címet, (ld. még soproni népszavazás), amelyet a Magyar Országgyűlés 2014-ben megerősített. A község ma is horvát többségű, 2001-ben 1093 lakosából 796 horvát volt.
1948-ban megszűnt az átjárás a határon és csak 1991-ben nyílt határátkelőhely Monyorókerék felé, amely 2007-ig üzemelt, a schengeni egyezmény életbe lépésekor bezárták.

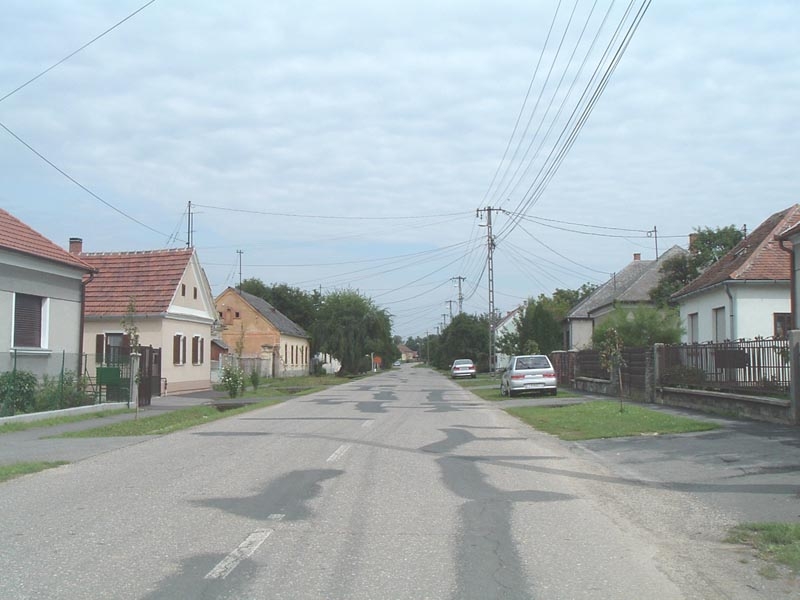
Szentpéterfa, Alkotmány utca (a 87 115-ös számú mellékút faluközponti szakasza)

1997-ben közös szennyvíztisztító épült Szentpéterfán, befogadva az ausztriai Monyorókerék község szennyvizeit is. A tisztító fejlesztése és bővítése 1,6 millió euróba kerül, melyet 78 százalékban közösségi támogatással fedeznek. Az építkezés 2012 júniusában kezdődik és már ősszel el is készül.

## Közélete

### Polgármesterei
- 1990–1994: Hirschl József (független)[9]
- 1994–1998: Hirschl József (független horvát kisebbségi)[10]
- 1998–2002: Hirschl József (független)[11]
- 2002–2006: Kohuth Miklós (független)[12]
- 2006–2010: Kohuth Miklós (független)[13]
- 2010–2012: Kohuth Győző Viktor (független)[14]
- 2012–2014: Skrapitsné Jurasits Ágnes (független)[15]
- 2014–2019: Skrapitsné Jurasits Ágnes (független)[16]
- 2019–2024: Skrapitsné Jurasits Ágnes (független)[17]
- 2024– : Dr. Gáspár Mónika (független)[1]

A településen 2012. július 22-én időközi polgármester-választást tartottak, az előző polgármester lemondása miatt.

## Népesség
A település népességének változása:
| Lakosok száma | 1006 | 997  | 994  | 993  | 986  | 987  | 1008 | 965  | 966  | 962  |
|               | 2013 | 2014 | 2015 | 2016 | 2017 | 2018 | 2021 | 2022 | 2023 | 2024 |

A 2011-es népszámlálás során a lakosok 89,3%-a magyarnak, 80,2% horvátnak, 2,5% németnek, 0,3% ukránnak mondta magát (4,5% nem nyilatkozott; a kettős identitások miatt a végösszeg nagyobb lehet 100%-nál). A vallási megoszlás a következő volt: római katolikus 91,7%, evangélikus 0,3%, felekezet nélküli 0,3% (7,5% nem nyilatkozott).
2022-ben a lakosság 92,1%-a vallotta magát magyarnak, 62,4% horvátnak, 2,5% németnek, 0,2% görögnek, 0,1-0,1% ukránnak és cigánynak, 0,8% egyéb, nem hazai nemzetiségűnek (4,6% nem nyilatkozott; a kettős identitások miatt a végösszeg nagyobb lehet 100%-nál). Vallásuk szerint 82,1% volt római katolikus, 0,5% református, 0,4% evangélikus, 0,2% egyéb keresztény, 1% egyéb katolikus, 1,2% felekezeten kívüli (14,5% nem válaszolt).

## Nevezetességei
- Római katolikus temploma 15. századi gótikus  eredetű, a 17. században barokk stílusban építették át.

## Híres személyek
- Geosits István (1927–2022) horvát római katolikus plébános, Biblia-fordító
- Subits Lajos (1924–2002) labdarúgó, edző
- Varga Barnabás (1994–) válogatott labdarúgó[21]